# Sunshine Tour 2015
Le Sunshine Tour 2015 est la 16e saison du "Sunshine Tour", principal tournoi de golf masculin d'Afrique australe. 

## Tournois
| Dates                  | Tournoi                                 | Pays           | Bourse ($)   | Vainqueur           | Pts | Notes                                                              |
| ---------------------- | --------------------------------------- | -------------- | ------------ | ------------------- | --- | ------------------------------------------------------------------ |
| 19 au 22 février       | Dimension Data Pro-Am                   | Afrique du Sud | 4 500 000 R  | Branden Grace       | 14  | Co-sanctionné par le Tour Européen                                 |
| 26 février au 1er mars | Joburg Open                             | Afrique du Sud | 1 300 000    | Andy Sullivan       | 19  | Co-sanctionné par le Tour Européen                                 |
| 5 au 8 mars            | Open d'Afrique                          | Afrique du Sud | 14 500 000 R | Trevor Fisher       | 19  | Co-sanctionné par le Tour Européen                                 |
| 12 au 15 mars          | Tshwane Open                            | Afrique du Sud | 18 500 000 R | George Coetzee      | 19  | Co-sanctionné par le Tour Européen                                 |
| 19 au 22 mars          | Investec Cup                            | Afrique du Sud | 1 000 000 R  | Jaco Ahlers         | 14  |                                                                    |
| 9 au 12 avril          | Zimbabwe Open                           | Zimbabwe       | 1 800 000 R  | Dean Burmester      | 14  |                                                                    |
| 23 au 26 avril         | Zambia Open                             | Zambie         | 3 200 000 R  | Ross McGowan        | 14  |                                                                    |
| 30 avril au 3 mai      | Zambia Sugar Open                       | Zambie         | 1 500 000 R  | Vaughn Groenewald   | 14  |                                                                    |
| 6 au 9 mai             | Swazi Open                              | Swaziland      | 1 200 000 R  | PH McIntyre         | 14  |                                                                    |
| 7 au 10 mai            | AfrAsia Bank Mauritius Open             | Île Maurice    | 1 000 000 €  | George Coetzee      | 17  | Nouveau tournoi Co-sanctionné par l'Asian Tour et le Tour Européen |
| 22 au 24 mai           | Lombard Insurance Classic               | Swaziland      | 1 000 000 R  | Dean Burmester      | 7   |                                                                    |
| 4 au 6 juin            | Vodacom Origins of Golf (Langebaan)     | Afrique du Sud | 650 000 R    | Justin Harding      | 4   |                                                                    |
| 5 au 7 août            | Sun City Challenge                      | Afrique du Sud | 700 000 R    | Keith Horne         | 7   |                                                                    |
| 20 au 22 août          | Vodacom Origins of Golf (San Lameer)    | Afrique du Sud | 650 000 R    | Jean Hugo           | 7   |                                                                    |
| 26 au 28 août          | Sun Wild Coast Sun Challenge            | Afrique du Sud | 700 000 R    | Vaughn Groenewald   | 7   |                                                                    |
| 2 au 4 septembre       | Sun Sibaya Challenge                    | Afrique du Sud | 700 000 R    | Michael Hollick     | 4   |                                                                    |
| 10 au 12 septembre     | Vodacom Origins of Golf (Vaal de Grace) | Afrique du Sud | 650 000 R    | Jean Hugo           | 7   |                                                                    |
| 16 au 18 septembre     | Sun Windmill Challenge                  | Afrique du Sud | 700 000 R    | Dean Burmester      | 7   |                                                                    |
| 1 au 3 octobre         | Vodacom Origins of Golf (St Francis)    | Afrique du Sud | 650 000 R    | Christiaan Basson   | 4   |                                                                    |
| 7 au 9 octobre         | Sun Boardwalk Challenge                 | Afrique du Sud | 700 000 R    | Chris Swanepoel     | 4   |                                                                    |
| 14 au 16 octobre       | Sun Fish River Sun Challenge            | Afrique du Sud | 700 000 R    | Rourke van der Spuy | 4   |                                                                    |
| 22 au 24 octobre       | Vodacom Origins of Golf (Koro Creek)    | Afrique du Sud | 650 000 R    | Dean Burmester      | 7   |                                                                    |
| 3 au 5 novembre        | Nedbank Affinity Cup                    | Afrique du Sud | 800 000 R    | Ruan de Smidt       | 4   |                                                                    |
| 11 au 13 novembre      | Vodacom Origins of Golf Final           | Afrique du Sud | 650 000 R    | Darren Fichardt     | 4   |                                                                    |
| 19 au 22 novembre      | Cape Town Open                          | Afrique du Sud | 1 200 000 R  | Brandon Stone       | 14  |                                                                    |
| 26 au 29 novembre      | Alfred Dunhill Championship             | Afrique du Sud | 1 500 000 €  | Charl Schwartzel    | 22  | Co-sanctionné par le Tour Européen                                 |
| 3 au 6 décembre        | Nedbank Golf Challenge                  | Afrique du Sud | 6 500 000 $  | Marc Leishman       | 44  | Co-sanctionné par le Tour Européen                                 |

## Ordre du Mérite
| Classement | Joueur            | Prize money (R) |
| ---------- | ----------------- | --------------- |
| 1          | George Coetzee    | 5 470 684       |
| 2          | Charl Schwartzel  | 3 302 972       |
| 3          | Jacques Blaauw    | 3 080 301       |
| 4          | Dean Burmester    | 2 810 226       |
| 5          | Trevor Fisher Jnr | 2 560 306       |

Andy Sullivan a gagné 2 700 000 R mais n'a pas joué le nombre minimum de tournoi (sept) pour être classé.